# Tlabung
Tlabung là một thị trấn thống kê (census town) của quận Lunglei thuộc bang Mizoram, Ấn Độ.

## Nhân khẩu
Theo điều tra dân số năm 2001 của Ấn Độ, Tlabung có dân số 3675 người. Phái nam chiếm 54% tổng số dân và phái nữ chiếm 46%. Tlabung có tỷ lệ 75% biết đọc biết viết, cao hơn tỷ lệ trung bình toàn quốc là 59,5%: tỷ lệ cho phái nam là 78%, và tỷ lệ cho phái nữ là 71%. Tại Tlabung, 17% dân số nhỏ hơn 6 tuổi.